# Fussballclub Winterthur 2011-2012
Questa voce raccoglie le informazioni riguardanti il Fussballclub Winterthur nelle competizioni ufficiali della stagione 2011-2012.

## Stagione
Nella stagione 2011-2012 il Winterthur, allenato da Boro Kuzmanović, concluse il campionato di Challenge League al 4º posto. In Coppa Svizzera il Winterthur fu eliminato in semifinale dal Basilea.

## Rosa
| N. |                        | Ruolo | Calciatore             |
| -- | ---------------------- | ----- | ---------------------- |
| 1  | Brasile (bandiera)     | P     | Christian Leite        |
| 2  | Grecia (bandiera)      | D     | Savvas Exouzidīs       |
| 3  | Svizzera (bandiera)    | D     | Nick von Niederhäusern |
| 4  | Svizzera (bandiera)    | C     | Luca Zuffi             |
| 5  | Svizzera (bandiera)    | D     | Stefan Iten            |
| 6  | Svizzera (bandiera)    | D     | Daniel Sereinig        |
| 7  | Paesi Bassi (bandiera) | C     | Kristian Kuzmanovic    |
| 8  | Serbia (bandiera)      | A     | Altin Osmani           |
| 9  | Kosovo (bandiera)      | C     | Isuf Llumnica          |
| 10 | Svizzera (bandiera)    | A     | Goran Antić            |
| 11 | Svizzera (bandiera)    | C     | Michel Sprunger        |
| 13 | Albania (bandiera)     | C     | Ermir Lenjani          |
| 14 | Svizzera (bandiera)    | C     | Sven Lüscher           |
| 15 | Svizzera (bandiera)    | D     | Patrik Schuler         |

| N. |                         | Ruolo | Calciatore           |
| -- | ----------------------- | ----- | -------------------- |
| 16 | RD del Congo (bandiera) | C     | Mbala Mbuta Biscotte |
| 17 | Svizzera (bandiera)     | D     | Dominik Ritter       |
| 19 | Croazia (bandiera)      | C     | Josip Uzelac         |
| 20 | Svizzera (bandiera)     | C     | Luca Russheim        |
| 21 | Svizzera (bandiera)     | D     | Raymond Tinner       |
| 23 | Svizzera (bandiera)     | D     | Rick Gelmi           |
| 24 | Italia (bandiera)       | C     | Luca Radice          |
| 26 | Svizzera (bandiera)     | A     | Kevin Hediger        |
| 27 | Zimbabwe (bandiera)     | A     | Newton Ben Katanha   |
| 28 | Svizzera (bandiera)     | P     | Sascha Studer        |
| 29 | Svizzera (bandiera)     | C     | Remo Freuler         |
| 30 | Svizzera (bandiera)     | A     | Patrick Bengondo     |
| 32 | Svizzera (bandiera)     | P     | Marko Vasilj         |

## Organigramma societario
Area tecnica
- Allenatore: Boro Kuzmanović
- Allenatore in seconda: Dario Zuffi
- Preparatore dei portieri: Paolo Cesari
- Preparatori atletici:

## Calciomercato

### Sessione estiva
| Acquisti | Acquisti             | Acquisti      | Acquisti |
| R.       | Nome                 | da            | Modalità |
| -------- | -------------------- | ------------- | -------- |
| P        | Sascha Studer        | Aarau         |          |
| C        | Mbala Mbuta Biscotte | Sciaffusa     |          |
| D        | Rick Gelmi           | Winterthur II |          |
| C        | Isuf Llumnica        | Kosova        |          |
| A        | Altin Osmani         | Wohlen        |          |
| C        | Luca Russheim        | Winterthur II |          |

| Cessioni | Cessioni          | Cessioni     | Cessioni |
| R.       | Nome              | a            | Modalità |
| -------- | ----------------- | ------------ | -------- |
| A        | Rainer Bieli      | Baden        |          |
| C        | Vilson Doda       | Tuggen       |          |
| D        | Granit Lekaj      | Wil          |          |
| C        | Matteus Senkal    | Chiasso      |          |
| C        | Denis Simijonovic | Grasshoppers |          |

### Sessione invernale
| Acquisti | Acquisti     | Acquisti     | Acquisti |
| R.       | Nome         | da           | Modalità |
| -------- | ------------ | ------------ | -------- |
| C        | Remo Freuler | Grasshoppers |          |

| Cessioni | Cessioni   | Cessioni  | Cessioni |
| R.       | Nome       | a         | Modalità |
| -------- | ---------- | --------- | -------- |
| A        | Murat Ural | Sciaffusa |          |

## Risultati

### Challenge League

#### andata
| Arbitro: | Erlachner |

|             |           |                       |
| Katanha 56’ | Marcatori | 34’ Schultz 43’ Gashi |

| Arbitro: | Gut |

|                       |           |                           |
| Baron 42’ Merenda 57’ | Marcatori | 67’ Katanha 90’ Exouzidīs |

| Arbitro: | Huwiler |

|  |           |             |
|  | Marcatori | 36’ Lehmann |

| Arbitro: | Laperrière |

|  |           |                     |
|  | Marcatori | 16’ Antić 90’ Zuffi |

| Arbitro: | Klossner |

|             |           |                        |
| Katanha 28’ | Marcatori | 57’ Steuble 90’ Romano |

| Arbitro: | Gut |

|  |           |                  |
|  | Marcatori | 54’, 89’ Katanha |

| Arbitro: | Carrell |

|             |           |                        |
| Lenjani 21’ | Marcatori | 23’ Senger 36’ Preisig |

| Arbitro: | Gut |

|              |           |                                             |
| Sprunger 75’ | Marcatori | 21’, 45’ Lombardi 59’, 81’ (rig.) Čavušević |

| Arbitro: | Jancevski |

|                           |           |  |
| Ciarrocchi 29’ Riedle 80’ | Marcatori |  |

| Winterthur 23 ottobre 2011, ore 14:30 CEST 10ª giornata | Winterthur | 0 – 0 referto | Chiasso | Stadion Schützenwiese (1 400 spett.)\| Arbitro: \| Huwiler \| |
| Arbitro:                                                | Huwiler    |               |         |                                                               |

| Arbitro: | San |

|  |           |                                                |
|  | Marcatori | 50’, 63’ Lüscher 53’, 82’ Sprunger 86’ Katanha |

| Arbitro: | Munuera |

|  |           |                               |
|  | Marcatori | 2’ (rig.), 42’ (rig.) Lüscher |

| Winterthur 20 novembre 2011, ore 14:30 CET 13ª giornata | Winterthur | 0 – 0 referto | Delémont | Stadion Schützenwiese (1 600 spett.)\| Arbitro: \| Hänni \| |
| Arbitro:                                                | Hänni      |               |          |                                                             |

| Arbitro: | Carrell |

|             |           |                         |
| Morello 73’ | Marcatori | 7’ Sereinig 90’ Lenjani |

| Winterthur 13 novembre 2011, ore 14:30 CET 15ª giornata | Winterthur | 0 – 0 referto | Locarno | Stadion Schützenwiese (1 600 spett.)\| Arbitro: \| Pache \| |
| Arbitro:                                                | Pache      |               |         |                                                             |

#### ritorno
| Arbitro: | Fähndrich |

|                           |           |               |
| Bengondo 26’ Sereinig 75’ | Marcatori | 33’ Šabanović |

| Arbitro: | San |

|  |           |             |
|  | Marcatori | 9’ Sereinig |

| Arbitro: | Huwiler |

|                                           |           |                |
| Exouzidīs 58’ Freuler 67’, 75’ Osmani 74’ | Marcatori | 88’ Morganella |

| Arbitro: | Jancevski |

|             |           |                |
| Paçarizi 2’ | Marcatori | 77’ Kuzmanovic |

| Arbitro: | Gremaud |

|              |           |  |
| Sereinig 58’ | Marcatori |  |

| Arbitro: | Kever |

|                       |           |                |
| Gashi 13’, 90’ (rig.) | Marcatori | 62’ Kuzmanovic |

| Arbitro: | San |

|                       |           |  |
| Sprunger 34’ Iten 87’ | Marcatori |  |

| Arbitro: | Hänni |

|              |           |                             |
| Gherardi 32’ | Marcatori | 34’ Bengondo 44’ Kuzmanovic |

| Arbitro: | Fähndrich |

|                        |           |                             |
| Bijelić 63’ Romano 73’ | Marcatori | 71’ Antić 80’, 90’ Bengondo |

| Winterthur 21 aprile 2012, ore 18:00 CEST 25ª giornata | Winterthur | 0 – 0 referto | Étoile Carouge | Stadion Schützenwiese (2 000 spett.)\| Arbitro: \| Gut \| |
| Arbitro:                                               | Gut        |               |                |                                                           |

| Arbitro: | Jancevski |

|            |           |                      |
| Sutter 62’ | Marcatori | 10’ (aut.) Montandon |

| Arbitro: | Schärer |

|                 |           |           |
| Mijadinoski 15’ | Marcatori | 72’ Antić |

| Arbitro: | Huwiler |

|                        |           |            |
| Antić 10’ Bengondo 83’ | Marcatori | 86’ Dussin |

| Arbitro: | Winter |

|           |           |                           |
| Silva 38’ | Marcatori | 30’ Sereinig 53’ Bengondo |

| Arbitro: | Graf |

|                        |           |              |
| Antić 84’ Llumnica 90’ | Marcatori | 88’ Besseyre |

### Coppa Svizzera
| 18 settembre 2011, ore 16:00 CEST Primo turno | Baden | 0 – 1 | Winterthur |  |

| 15 ottobre 2011, ore 18:00 CEST Secondo turno | Winterthur | 2 – 0 | Brühl |  |

| 27 novembre 2011, ore 14:30 CET Ottavi di finale | Winterthur | – | Young Boys |  |

| 21 marzo 2012, ore 19:30 CET Quarti di finale | Winterthur | – | San Gallo |  |

| Arbitro: | Bieri |

|                       |           |                       |
| Kuzmanovic 90’ (rig.) | Marcatori | 38’ Streller 89’ Frei |

## Statistiche

### Statistiche di squadra
| Competizione     | Punti | In casa | In casa | In casa | In casa | In casa | In casa | In trasferta | In trasferta | In trasferta | In trasferta | In trasferta | In trasferta | Totale | Totale | Totale | Totale | Totale | Totale | DR  |
| Competizione     | Punti | G       | V       | N       | P       | Gf      | Gs      | G            | V            | N            | P            | Gf           | Gs           | G      | V      | N      | P      | Gf     | Gs     | DR  |
| ---------------- | ----- | ------- | ------- | ------- | ------- | ------- | ------- | ------------ | ------------ | ------------ | ------------ | ------------ | ------------ | ------ | ------ | ------ | ------ | ------ | ------ | --- |
| Challenge League | 53    | 15      | 6       | 4       | 5       | 17      | 15      | 15           | 9            | 4            | 2            | 27           | 14           | 30     | 15     | 8      | 7      | 44     | 29     | +15 |
| Coppa Svizzera   | -     | 2       | 1       | 0       | 1       | 3       | 2       | 1            | 1            | 0            | 0            | 1            | 0            | 3      | 2      | 0      | 1      | 4      | 2      | +2  |
| Totale           | 53    | 17      | 7       | 4       | 6       | 20      | 17      | 16           | 10           | 4            | 2            | 28           | 14           | 33     | 17     | 8      | 8      | 48     | 31     | +17 |

### Andamento in campionato
| Giornata  | 1  | 2  | 3  | 4  | 5  | 6 | 7  | 8  | 9  | 10 | 11 | 12 | 13 | 14 | 15 | 16 | 17 | 18 | 19 | 20 | 21 | 22 | 23 | 24 | 25 | 26 | 27 | 28 | 29 | 30 |
| --------- | -- | -- | -- | -- | -- | - | -- | -- | -- | -- | -- | -- | -- | -- | -- | -- | -- | -- | -- | -- | -- | -- | -- | -- | -- | -- | -- | -- | -- | -- |
| Luogo     | C  | T  | C  | T  | C  | T | C  | C  | T  | C  | T  | T  | C  | T  | C  | C  | T  | C  | T  | C  | T  | C  | T  | T  | C  | T  | T  | C  | T  | C  |
| Risultato | P  | N  | P  | V  | P  | V | P  | P  | P  | N  | V  | V  | N  | V  | N  | V  | V  | V  | N  | V  | P  | V  | V  | V  | N  | N  | N  | V  | V  | V  |
| Posizione | 11 | 10 | 12 | 11 | 13 | 9 | 10 | 13 | 13 | 15 | 14 | 11 | 11 | 10 | 10 | 9  | 8  | 6  | 7  | 7  | 8  | 6  | 6  | 5  | 6  | 6  | 6  | 5  | 4  | 4  |

Legenda:

Luogo: C = Casa; T = Trasferta. Risultato: V = Vittoria; N = Pareggio; P = Sconfitta.

### Statistiche dei giocatori
| Giocatore            | Challenge League | Challenge League | Challenge League | Challenge League | Coppa Svizzera | Coppa Svizzera | Coppa Svizzera | Coppa Svizzera | Totale   | Totale | Totale      | Totale     |
| Giocatore            | Presenze         | Reti             | Ammonizioni      | Espulsioni       | Presenze       | Reti           | Ammonizioni    | Espulsioni     | Presenze | Reti   | Ammonizioni | Espulsioni |
| -------------------- | ---------------- | ---------------- | ---------------- | ---------------- | -------------- | -------------- | -------------- | -------------- | -------- | ------ | ----------- | ---------- |
| G. Antić             | 29               | 5                | 4                | 0                | 1              | 0              | 0              | 0              | 30       | 5      | 4           | 0          |
| P. Bengondo          | 18               | 6                | 3                | 0                | 1              | 0              | 0              | 0              | 19       | 6      | 3           | 0          |
| M. Biscotte          | 1                | 0                | 0                | 0                | 0              | 0              | 0              | 0              | 1        | 0      | 0           | 0          |
| S. Exouzidīs         | 27               | 2                | 6                | 1                | 1              | 0              | 0              | 0              | 28       | 2      | 6           | 1          |
| L. Frangao           | 7                | 0                | 2                | 0                | 0              | 0              | 0              | 0              | 7        | 0      | 2           | 0          |
| R. Freuler           | 14               | 2                | 1                | 0                | 1              | 0              | 0              | 0              | 15       | 2      | 1           | 0          |
| R. Gelmi             | 0                | 0                | 0                | 0                | 0              | 0              | 0              | 0              | 0        | 0      | 0           | 0          |
| K. Hediger           | 2                | 0                | 1                | 0                | 0              | 0              | 0              | 0              | 2        | 0      | 1           | 0          |
| S. Iten              | 29               | 1                | 5                | 0                | 1              | 0              | 0              | 0              | 30       | 1      | 5           | 0          |
| B. Katanha           | 15               | 6                | 3                | 0                | 0              | 0              | 0              | 0              | 15       | 6      | 3           | 0          |
| K. Kuzmanovic        | 16               | 3                | 0                | 0                | 1              | 1              | 1              | 0              | 17       | 4      | 1           | 0          |
| C. Leite             | 29               | 0                | 1                | 1                | 1              | 0              | 0              | 0              | 30       | 0      | 1           | 1          |
| E. Lenjani           | 25               | 2                | 5                | 0                | 1              | 0              | 0              | 0              | 26       | 2      | 5           | 0          |
| I. Llumnica          | 11               | 1                | 2                | 0                | 0              | 0              | 0              | 0              | 11       | 1      | 2           | 0          |
| S. Lüscher           | 29               | 4                | 5                | 0                | 1              | 0              | 1              | 0              | 30       | 4      | 6           | 0          |
| A. Osmani            | 21               | 1                | 0                | 0                | 0              | 0              | 0              | 0              | 21       | 1      | 0           | 0          |
| L. Radice            | 22               | 0                | 2                | 0                | 1              | 0              | 0              | 0              | 23       | 0      | 2           | 0          |
| D. Ritter            | 12               | 0                | 2                | 0                | 1              | 0              | 0              | 0              | 13       | 0      | 2           | 0          |
| L. Russheim          | 2                | 0                | 0                | 0                | 0              | 0              | 0              | 0              | 2        | 0      | 0           | 0          |
| P. Schuler           | 6                | 0                | 1                | 0                | 0              | 0              | 0              | 0              | 6        | 0      | 1           | 0          |
| D. Sereinig          | 27               | 5                | 4                | 0                | 1              | 0              | 0              | 0              | 28       | 5      | 4           | 0          |
| M. Sprunger          | 24               | 4                | 3                | 0                | 1              | 0              | 0              | 0              | 25       | 4      | 3           | 0          |
| S. Studer            | 1                | 0                | 0                | 0                | 0              | 0              | 0              | 0              | 1        | 0      | 0           | 0          |
| R. Tinner            | 0                | 0                | 0                | 0                | 0              | 0              | 0              | 0              | 0        | 0      | 0           | 0          |
| M. Ural              | 3                | 0                | 0                | 0                | 0              | 0              | 0              | 0              | 3        | 0      | 0           | 0          |
| J. Uzelac            | 0                | 0                | 0                | 0                | 0              | 0              | 0              | 0              | 0        | 0      | 0           | 0          |
| M. Vasilj            | 0                | 0                | 0                | 0                | 0              | 0              | 0              | 0              | 0        | 0      | 0           | 0          |
| V. Vasić             | 1                | 0                | 0                | 0                | 0              | 0              | 0              | 0              | 1        | 0      | 0           | 0          |
| L. Zuffi             | 24               | 1                | 4                | 0                | 1              | 0              | 0              | 0              | 25       | 1      | 4           | 0          |
| N. von Niederhäusern | 22               | 0                | 4                | 0                | 0              | 0              | 0              | 0              | 22       | 0      | 4           | 0          |